# Georg Marx (Ingenieur)
Georg Marx (* 1846 in Nürnberg; † 1. März 1904 ebenda) war ein deutscher Ingenieur. 

## Leben
Georg Marx war der Sohn eines Malers und Kupferstechers. Er verwaiste in früher Jugend und wurde von seinem Onkel, einem Mathematikprofessor, großgezogen. Marx besuchte von 1858 bis 1861 die königliche Kreisgewerbeschule, im Anschluss bis 1865 die königliche Polytechnische Schule in Nürnberg. Danach arbeitete er als Mechaniker in Nürnberg, Karlsruhe und Berlin. 1866, als der Deutsche Krieg ausbrach, kehrte er nach Nürnberg zurück. Johann Ludwig Werder bewegte Marx zum Eintritt in die Maschinenfabrik Cramer-Klett in Nürnberg. Dort begann er als Mechaniker, wurde aber innerhalb kurzer Zeit Kontrolleur in der weitgehend eigenständigen Werderschen Gewehrfabrik. 1868 diente er als Einjährig-Freiwilliger in der Bayerischen Armee. Während des Deutsch-Französischen Krieges war Marx Leutnant der Landwehr und wurde mehrfach ausgezeichnet.
Nach Kriegsende 1871 trat Marx in die Dampfmaschinenabteilung von Cramer-Klett ein. Nach Umwandlung des Unternehmens in die Maschinenbau-Actiengesellschaft Nürnberg 1873 übernahm er die Leitung des „Dampfmaschinenbureaus“ und wurde 1886 Abteilungsvorstand für den Dampfmaschinenbau. Unter seiner Führung wurde die Produktion von Dampfmaschinen und deren kumulierte Leistung um ein Vielfaches gesteigert. 1900 trat Marx von der aktiven Leitung zurück und bekleidete bis zu seinem Eintritt in den Ruhestand im Jahr 1902 die Position eines Beirats. Laut Conrad Matschoß sah es Marx als seine Lebensaufgabe an, dem Dampfmaschinenbau zu einer hervorragenden Stellung in Nürnberg zu verhelfen.
Marx trat 1883 dem Verein Deutscher Ingenieure (VDI) und dem Bayerischen Bezirksverein des VDI bei. Er war Gründungsmitglied des 1892 gegründeten Fränkisch-Oberpfälzischen Bezirksvereins des VDI.